# Gervans
Gervans település Franciaországban, Drôme megyében. Lakosainak száma 545 fő (2022. január 1.). Gervans Lemps, Saint-Jean-de-Muzols, Vion, Crozes-Hermitage és Érôme községekkel határos.

## Népesség
A település népességének változása:
| Lakosok száma | 267  | 313  | 339  | 511  | 569  | 566  | 554  | 550  | 546  | 545  |
|               | 1968 | 1982 | 1990 | 2006 | 2013 | 2015 | 2017 | 2019 | 2020 | 2022 |